# Chhatarpur (stato)
Lo Stato di Chhatarpur fu uno stato principesco del subcontinente indiano, avente per capitale la città di Chhatarpur.

## Storia
Lo stato di Chhatarpur venne fondato nel 1785. Esso prese il nome dal capo bundela rajput, Chhatrasal, fautore dell'indipendenza del Bundelkhand, di cui ancora oggi si conserva un cenotafio. Lo stato venne governato dai suoi discendenti sino al 1785. In quel tempo il clan Ponwar della dinastia dei Rajputs prese il controllo di Chhatarpur. Lo stato venne garantito a Kunwar Sone Singh Ponwar nel 1806 dagli inglesi che vi stabilirono nel contempo un protettorato.
Nel 1854 Chhatarpur sarebbe dovuto passare alle dirette dipendenze dell'Inghilterra sulla base della dottrina della decadenza, ma venne invece conferito al raj di Jagat come particolare atto di benevolenza. I raja Pawar resseo lo stato principesco all'interno dell'Agenzia britannica del Bundelkhand dell'India Centrale.
Nel 1901 la città di Chhatarpur aveva una popolazione di 10.029 abitanti, una scuola superiore e diverse industrie per la lavorazione della carta.
Dopo l'indipendenza dell'India nel 1947, i raja di Chhatarpur aderirono al nuovo governo e lo stato divenne parte dello stato indiano di Vindhya Pradesh. Lo stato di Vindhya Pradesh venne unito a formare lo stato di Madhya Pradesh nel 1956.

## Governanti
La famiglia regnante ebbe il titolo di Raja e poi quello di Maharaja.

### Raja
- 1785 -        1816 Kunwar Sone Shah                   (n. ... - m. 1816)
- 1816 -        1854 Partab Singh                       (n. ... - m. 1854)
- 1854 -    novembre 1867 Jaghat Singh                       (n. 1846 - m. 1867)
- 1867 -        1895 Vishvanath Singh                   (n. 1866 - m. 1932)

### Maharaja
- 1895 -  4 aprile 1932 Vishvanath Singh                   (s.a.)
- 5 aprile 1932 - 15 agosto 1947 Bhawani Singh                      (n. 1921 - m. 2006)[3]